# Gaudeator paidicus
Gaudeator paidicus là một loài bướm đêm thuộc phân họ Arctiinae, họ Erebidae.